# Dębska Wola (przystanek kolejowy)
Dębska Wola – przystanek kolejowy w Kawczynie koło Dębskiej Woli, w gminie Morawica, w powiecie kieleckim, w województwie świętokrzyskim, w Polsce.
Przystanek obsługiwał ruch pasażerski do 18 kwietnia 2005. Ruch pasażerski został wznowiony od 12 czerwca 2022.
Budynek dworca znajduje się na terenie należącym do wsi Kawczyn, miejsce samego przystanku do wsi Chałupki.

## Ruch pasażerski
| Rok  | Wymiana pasażerska na dobę |
| ---- | -------------------------- |
| 2017 | –                          |
| 2022 | 0-9                        |